# آدا شارما
آدا شارما (انگلیسی: Adah Sharma؛ زادهٔ ۱۴ مهٔ ۱۹۸۷) هنرپیشه اهل هند است.
از فیلم‌ها یا برنامه‌های تلویزیونی که وی در آن نقش داشته‌است می‌توان به ۱۹۲۰ اشاره کرد.

## فیلم‌شناسی
فهرست برخی از فیلم‌هایی که آدا شارما در آنها به ایفای نقش پرداخته‌است:
- ۱۹۲۰
- ما ماشین کرایه می‌دهیم
- لبخند زیبای تو
- حمله قلبی
- رانا ویکراما
- کماندو ۲ (۲۰۱۷)
- پسر ساتیامورتی
- کماندو ۳ (۲۰۱۹)
- جاده فرعی (۲۰۱۹)
- داستان کرالا (۲۰۲۳)
- سلفی (۲۰۲۳)

## نگارخانه

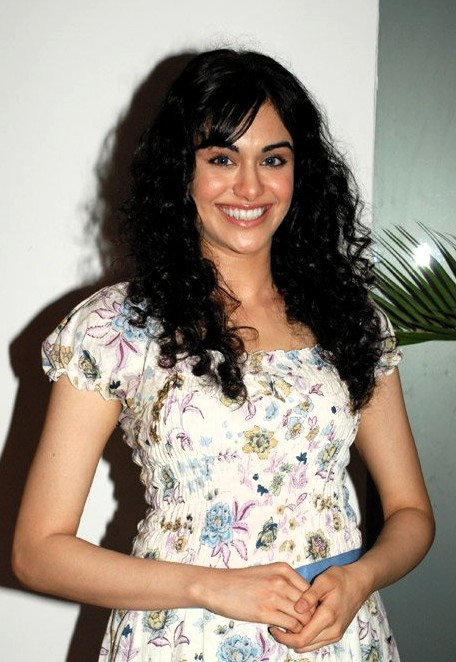
۲۰۰۸
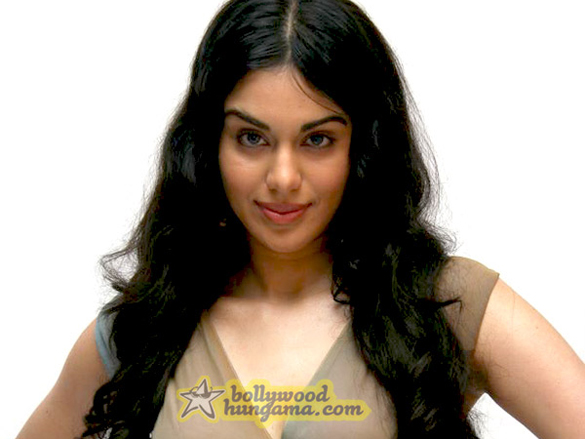
۲۰۰۹
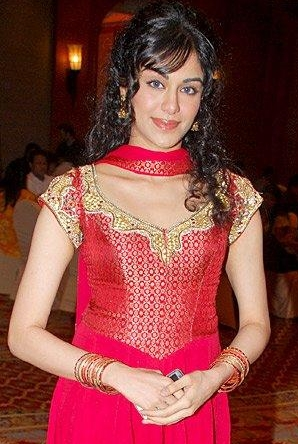
۲۰۱۰
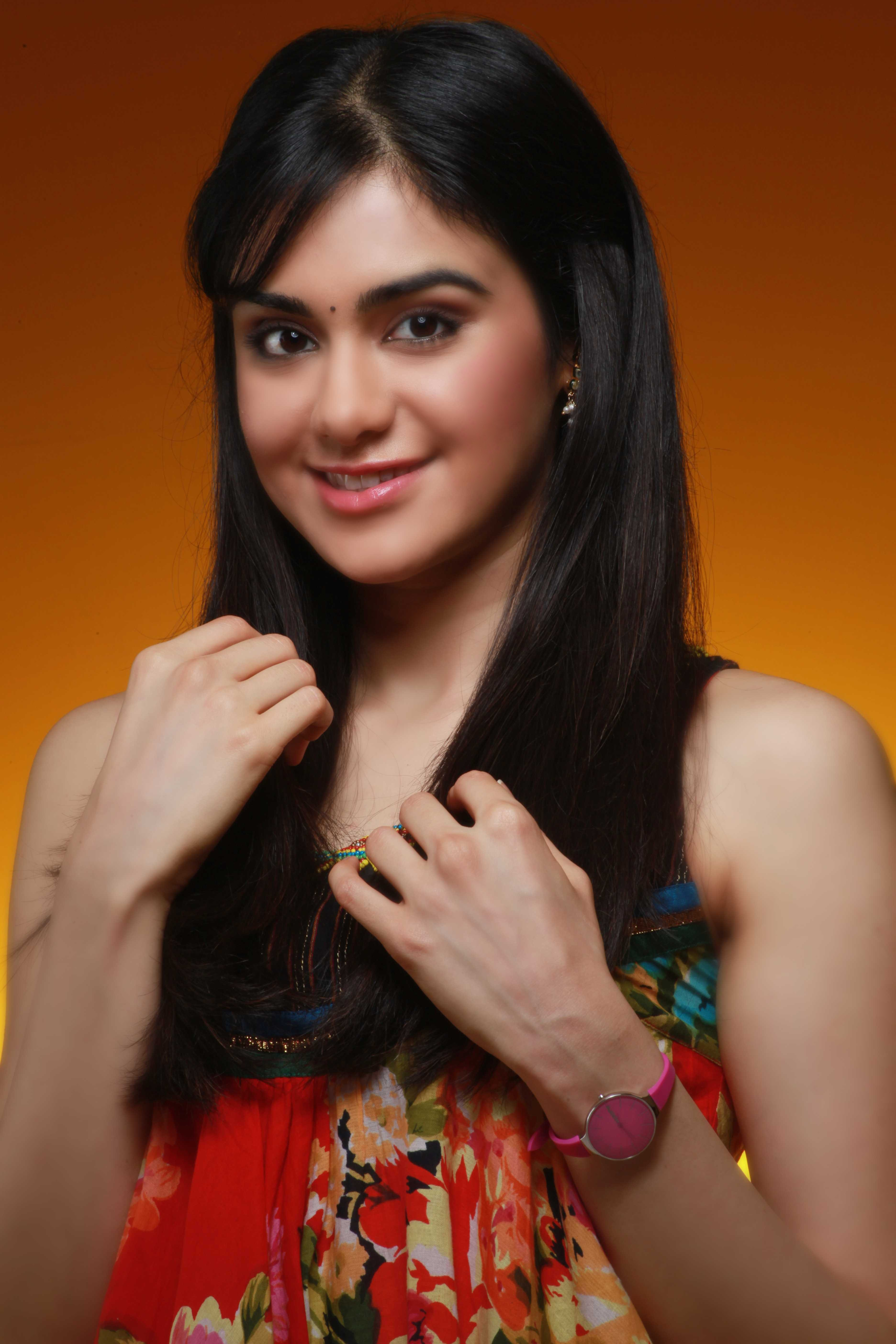
۲۰۱۲
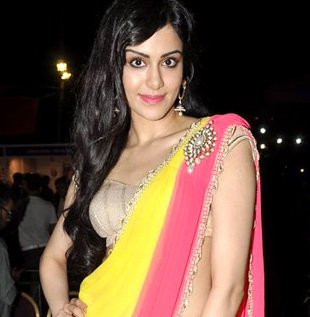
۲۰۱۳
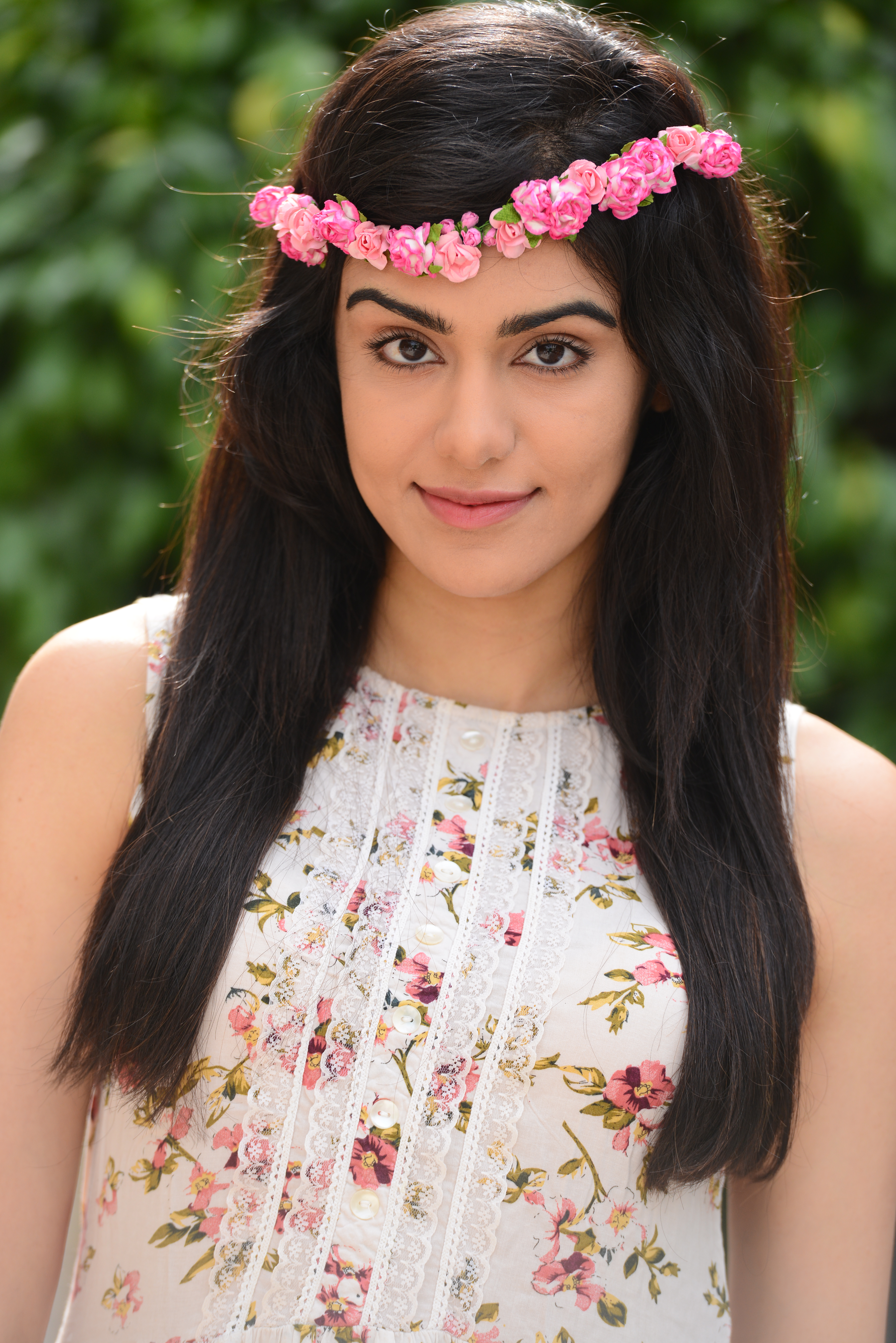
۲۰۱۳
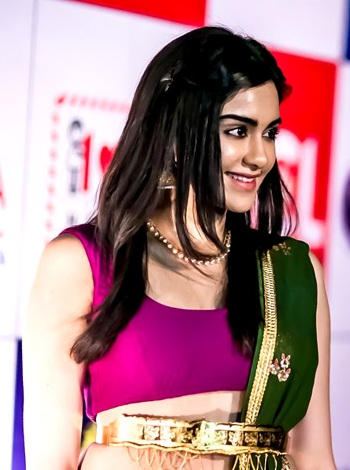
۲۰۱۵